# Hausen (Greding)
Pour les articles homonymes, voir Hausen.
 (mai 2019).
Hausen est un quartier de la ville de Greding dans le district de Roth en Moyenne-Franconie en Bavière.

## Emplacement
Le village est situé sur le Schwarzach et dans le parc naturel d'Altmühltal. Hausen était un point d'arrêt sur le chemin de fer Roth-Greding. Avec la construction de l’autoroute, il a été nécessaire, après le point d’arrêt direction Greding, de faire passer la voie ferrée sous le pont autoroutier de l’autre côté de l’autoroute, puis par une autre courbe de revenir au tracé initial. Le pont a été élargi en 1970 lors de la construction de la bande d'arrêt d'urgence et démoli en 1972 après l'abandon de la ligne.
À Hausen se trouvent les infrastructures d'alimentation en eau potable gérées par la Compagnie des Eaux Jura-Schwarzach-Thalach. Elles servent à approvisionner 68 communes appartenant à 7 intercommunalités reparties sur 3 régions.
Chaque année ont lieu à Hausen une fête de village (pompiers volontaires / 15 août) et un tournoi du jeu de carte Schafkopf (Tête de mouton, jeu très populaire en Bavière).
La réserve naturelle de Kuhbachtal bei Hausen se situe à 1 km au Nord-ouest. 
La route d’état 2227 passe devant le village. À travers le village passe le A 9 entre Munich et Nuremberg. Un pont relie les deux moitiés du village.